# BMW Peugeot Citroën Electrification

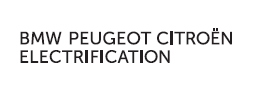
Wortmarke

Die BMW Peugeot Citroën Electrification, BPC Electrification oder mit offiziellen Akronym bpce, war ein deutsch-französisches Joint-Venture zwischen der bayrischen BMW Group mit der französischen PSA Peugeot Citroën. Die Absichtserklärung zur Gründung des Gemeinschaftsunternehmens wurde im Oktober 2010 geschlossen. Das endgültige Abkommen ist schließlich durch Norbert Reithofer seitens BMW, wie auch durch Philippe Varin, seitens des PSA-Konzerns, am 1. Februar 2011 unterzeichnet worden. Beide Konzerne beteiligten sich an dem Unternehmen zu jeweils 50 Prozent.
Die offizielle Unternehmensgründung erfolgte am 5. April 2011. Die Anmeldung erfolgte unter der niederländischen Unternehmensrechtform der Besloten Vennootschap, einer Art der geschlossenen Kapitalgesellschaft.
BMW Group und PSA Peugeot Citroën planten mehr als 100 Millionen Euro in das gemeinsame Kompetenzzentrum für Hybrid- und Elektroantriebstechnologie zu investieren. Im Oktober 2011 nahm der Forschungs- und Entwicklungsstandort München seine Arbeit auf, der Produktionsbeginn im elsässischen Mülhausen war für 2015 vorgesehen. Zusammen wollten BMW und PSA Peugeot Citroën die erste europäische offene Technologieplattform im Bereich der Elektrifizierung von Antriebssystemen schaffen.
Aufgrund der im Februar 2012 geschlossenen Partnerschaft mit General Motors, strebte Peugeot jedoch nach noch nicht einmal einem Jahr wieder den Ausstieg aus BPC Electrification an, woraufhin bpce zum 1. Januar 2013 aufgelöst wurde.

## Geschichte
Die Zusammenarbeit zwischen der BMW Group und PSA Peugeot Citroën fußte auf einer bereits seit fast zehn Jahren bestehenden Partnerschaft auf dem Gebiet der Antriebstechnologie. Im Zuge einer im Jahre 2002 geschlossenen Partnerschaft wurden bereits mehr als 1,8 Millionen Vierzylinder-Ottomotoren für Modelle der Marken Mini, Peugeot und Citroën produziert. Im Februar 2010 vereinbarten die beiden Konzerne die Fortsetzung dieser Kooperation mit dem Ziel, auch die neue Generation dieser Vierzylinder-Ottomotoren gemeinsam zu entwickeln. Das Joint-Venture sollte im Bereich der Hybridkomponenten die Standardisierung von Komponenten beschleunigen, was zu deutlichen Skaleneffekten in Einkauf und Produktion führen sollte.
Der Start des Joint-Ventures schaffte eine Voraussetzung für die Umsetzung der gemeinsam vereinbarten Ziele, in denen ab 2015 mit der Produktion von Hybridkomponenten zur Elektrifizierung von Modellen beider Unternehmen begonnen werden sollte.

## Aufbau
Der Forschungs- und Entwicklungsstandort in München nahm im Oktober 2011 seine Arbeit auf. Zu Beginn des Jahres 2012 waren dort bereits rund 400 Mitarbeiter beschäftigt. Darüber hinaus plante BPC Electrification 2012 rund 200 neue hochqualifizierte Mitarbeiter zusätzlich im Bereich Forschung und Entwicklung einzustellen. Die Produktion von Komponenten zur Elektrifizierung von Modellen beider Unternehmen sollte im französischen Mulhouse ab 2015 anlaufen. Am Standort Mulhouse wurden für ein prognostiziertes Anfangsvolumen von ca. 10.000 Fahrzeugen p. a. in einem ersten Schritt in der Produktion bis zu 250 neue Arbeitsplätze geschaffen.
BPC Electrification war ein strategisch angelegtes, langfristiges Vorhaben, das Skaleneffekte bei Produktion und Einkauf sowie signifikante Synergien und Kosteneinsparungen in Forschung und Entwicklung erzielen sollte. BPC Electrification wollte diese Effekte nutzen, um seine Entwicklungs- und Innovationskraft zu erhöhen und die Zeit bis zur Markteinführung seiner Produkte zu minimieren. BPC Electrification agierte entlang der gesamten Wertschöpfungskette, beginnend bei der Vorentwicklung bis hin zur Produktion und behielt sich vor, seine marktfähigen Komponenten auch Dritten zur Verfügung zu stellen. BPC Electrification griff auf Know-how und Kompetenz der bereits etablierten und bewährten Lieferanten und Produktionsnetzwerke der BMW Group und des PSA Peugeot Citroën Konzerns zurück.